# Peperomia crystallina
Peperomia crystallina är en pepparväxtart som beskrevs av Ruiz & Pav.. Peperomia crystallina ingår i släktet peperomior, och familjen pepparväxter. Inga underarter finns listade i Catalogue of Life.